# Huntz Hall
Henry Richard Hall, detto Huntz (New York, 15 agosto 1920 – North Hollywood, 30 gennaio 1999), è stato un attore statunitense.

## Biografia
Nato a New York, era il quattordicesimo di sedici figli.
Viene soprannominato "Huntz" a causa del suo naso.
Appare a Broadway nel 1935 nell'opera Dead End scritta da Sidney Kingsley. Viene poi scritturato insieme a un gruppo di giovani attori, chiamato Dead End Kids, per Strada sbarrata (Dead End), adattamento cinematografico del 1937 diretto da William Wyler e interpretato da Humphrey Bogart.
Tra gli altri film dei Dead End Kids vi sono Gli angeli con la faccia sporca e Hanno fatto di me un criminale entrambi del 1939. Con The Dead End Kids e Little Tough Guys recita nel serial Junior G-Men (1940) della Universal Pictures.
Presta servizio militare durante la seconda guerra mondiale.
In seguito ha interpretato il buffo Horace DeBussy "Sach" Jones in 48 dei film dei The Bowery Boys, gruppo di attori di genere farsa-commedia che comprendeva anche Leo Gorcey. Hall e Gorcey si sono riuniti nei film Second Fiddle to a Steel Guitar (1966) e The Phynx (1969).
Recita nei film Il ritorno del dottor X (1939), Salerno, ora X (1945), Herbie il Maggiolino sempre più matto (1974) e Detective fra le piume (1975).
Era una delle celebrità presenti sulla copertina dell'album del 1967 dei Beatles Sgt. Pepper's Lonely Hearts Club Band.
Nel 1971 recita nella serie TV Gli orsacchiotti di Chicago.
Nel 1976 appare nel film Won Ton Ton, il cane che salvò Hollywood. L'anno seguente interpreta Jesse Lasky nel film Valentino, incentrato sulla vita di Rodolfo Valentino. I suoi film successivi includono Il distributore più sexy del mondo (1979) e 60 minuti per Danny Masters (1982).
Nel 1987 è nel film Cyclone - Arma fatale, mentre nel 1992 avviene la sua ultima apparizione, nel film commedia-horror Auntie Lee's Meat Pies.
Si è spento nel 1999 all'età di 78 anni.

## Filmografia parziale
- Il ritorno del dottor X (The Return of Doctor X), regia di Vincent Sherman (1939)
- Salerno, ora X (A Walk in the Sun), regia di Lewis Milestone (1945)
- Blues Busters, regia di William Beaudine (1950)
- Valentino, regia di Ken Russell (1977)